# Gnidia orbiculata
Gnidia orbiculata är en tibastväxtart som beskrevs av Charles Henry Wright. Gnidia orbiculata ingår i släktet Gnidia och familjen tibastväxter. Inga underarter finns listade i Catalogue of Life.